# مات كورنيت
مات كورنيت (مواليد 6 أكتوبر 1998) هو ممثل ومغني أمريكي، أشتهر بدور إي جي كاسويل في مسلسل هاي سكول ميوزيكال: ذا ميوزيكال: ذا سيريس.

## وصلات خارجية
- مات كورنيت على موقع IMDb (الإنجليزية)
- مات كورنيت على موقع روتن توميتوز (الإنجليزية)
- مات كورنيت على موقع قاعدة بيانات الأفلام العربية
- مات كورنيت على موقع ألو سيني (الفرنسية)
- مات كورنيت على موقع ميوزك برينز (الإنجليزية)
- مات كورنيت على موقع أول موفي (الإنجليزية)
- مات كورنيت على موقع أول ميوزيك (الإنجليزية)
- مات كورنيت على موقع ديسكوغز (الإنجليزية)
- مات كورنيت على موقع قاعدة بيانات الفيلم (الإنجليزية)
- مات كورنيت على موقع كينوبويسك (الروسية)